# لاستیک زاپاس

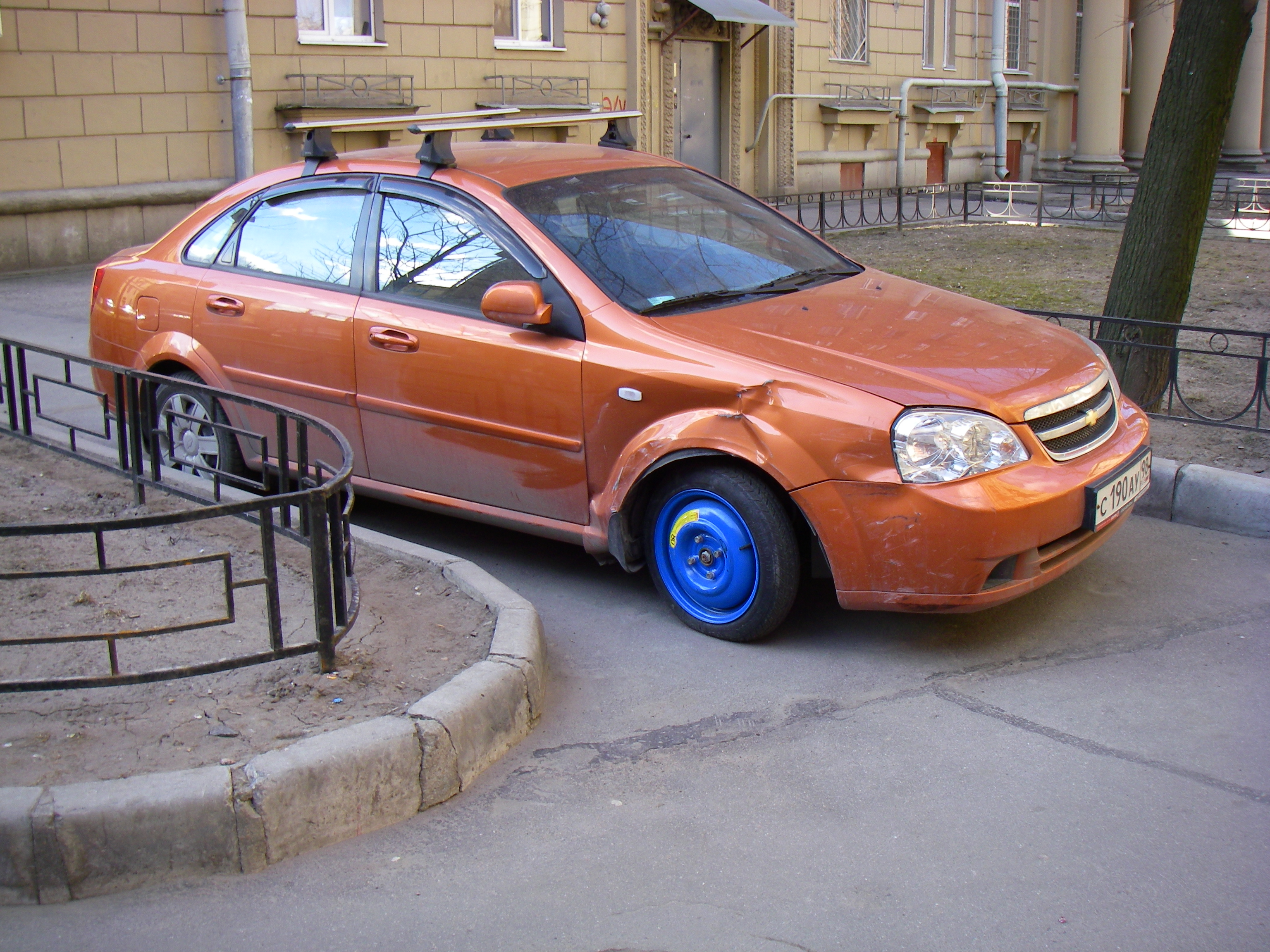
لاستیک زاپاس خودروی سدان که شبیه به چرخ فرغون است

لاستیک زاپاس (به روسی: Запасное колесо) یا لاستیک یدکی یک تایر اضافه همراه خودرو است که در مواقع ضروری مثل پنچر شدن یا صاف شدن عاج لاستیک از آن استفاده می‌کنند. جایگاه تایر زاپاس بسته به نوع خودرو متفاوت است. در برخی از خودروها زاپاس در صندوق عقب و در برخی دیگر مثل رنو ۱۴ و رنو ۵ بر روی موتور است.لاستیک زاپاس خودروهای امروزی نیز اکثراً شبیه چرخ فرغون است.